# Vanamõisa (Rõuge)
Vanamõisa – wieś w Estonii, w prowincji Võru, w gminie Rõuge.